# جام ملت‌های آسیا ۱۹۶۴
دور پایانی سومین دوره مسابقات جام ملت‌های آسیا در ماه مه و ژوئن سال ۱۹۶۴ میلادی برگزار شد.
این بازی‌ها در ۲۶ مه آغاز شد و در ۹ ژوئن به پایان رسید.
این دوره از بازی‌ها در به میزبانی کشور اسرائیل برگزار شده‌است.
در پایان بازی‌ها اسرائیل به مقام قهرمانی دست یافت، همچنین کشورهای هند به مقام دوم، کشور کره‌جنوبی به مقام سوم و تیم هنگ کنگ به مقام چهارم دست یافت است.

## ورزشگاه
| رمت گن         | حیفا                 | رمت گنحیفاتل‌آویواورشلیم · | تل‌آویو           | اورشلیم              |
| -------------- | -------------------- | ------------------------- | ---------------- | -------------------- |
| ورزشگاه رمت گن | ورزشگاه شهرداری حیفا | رمت گنحیفاتل‌آویواورشلیم · | ورزشگاه بلومفیلد | ورزشگاه دانشگاه عبری |
| ظرفیت: ۵۱٬۰۰۰  | ظرفیت: ۱۷٬۰۰۰        | رمت گنحیفاتل‌آویواورشلیم · | ظرفیت: ۲۲٬۰۰۰    | ظرفیت: ۱۶٬۰۰۰        |
|                |                      | رمت گنحیفاتل‌آویواورشلیم · |                  |                      |

## مرحله انتخابی
- ۱۷ تیم در مرحله انتخابی شرکت کردند.

## نتایج
| تیم       | امتیاز | بازی | برد | مساوی | باخت | زده | خورده | تفاضل گل |
| --------- | ------ | ---- | --- | ----- | ---- | --- | ----- | -------- |
| اسرائیل   | ۶      | ۳    | ۳   | ۰     | ۰    | ۵   | ۱     | ۴        |
| هندوستان  | ۴      | ۳    | ۲   | ۰     | ۱    | ۵   | ۳     | ۲        |
| کره جنوبی | ۲      | ۳    | ۱   | ۰     | ۲    | ۲   | ۴     | ۲-       |
| هنگ کنگ   | ۰      | ۳    | ۰   | ۰     | ۳    | ۱   | ۵     | ۴-       |

| اسرائیل     | ۱ – ۰ | هنگ کنگ |
| ----------- | ----- | ------- |
| اشپیگلر ۷۶' |       |         |

| کرهٔ جنوبی | ۰ – ۲ | هند                              |
| --------- | ----- | -------------------------------- |
|           |       | ک. آپالاراجو ۲' · ایندر سینق ۵۷' |

| اسرائیل                                  | ۲ – ۰ | هند |
| ---------------------------------------- | ----- | --- |
| اشپیگلر ۲۹' (پنالتی) · یوهای آهارونی ۷۶' |       |     |

| کرهٔ جنوبی          | ۱ – ۰ | هنگ کنگ |
| ------------------ | ----- | ------- |
| پارک سئونگ-اوک ۷۴' |       |         |

| هند                                                        | ۳ – ۱ | هنگ کنگ            |
| ---------------------------------------------------------- | ----- | ------------------ |
| ایندر سینق ۴۵' · سوکومار ساماجاپاتی ۶۰' · چونی گوسوامی ۷۷' |       | چئونگ ییو کووک ۳۹' |

| کرهٔ جنوبی        | ۱ – ۲ | اسرائیل                        |
| ---------------- | ----- | ------------------------------ |
| لی سون-میونگ ۷۹' |       | موشه لئون ۲۰' · گیدئون تیش ۳۸' |

## قهرمان
| قهرمان جام ملت های آسیا ۱۹۶۴ |
| ---------------------------- |
| اسرائیل                      |
| اولین قهرمانی                |

## گلزنان
۲ گل
| - ایندر سینق | - مردوخای اشپیگلر |  |

۱ گل
| - چئونگ ییو کووک - ک. آپالاراجو - چونی گوسوامی | - سوکومار ساماجاپاتی - یوهای آهارونی - موشه لئون | - گیدئون تیش - پارک سئونگ-اوک - لی سون-میونگ |